# کن گرین
کن گرین (انگلیسی: Ken Green (golfer)؛ زادهٔ ۲۳ ژوئیهٔ ۱۹۵۸) یک گلف‌باز است.